# کوکهام
کوکهام (به انگلیسی: Cookham) یک روستا و محله مدنی در بریتانیا است که در ویندسور و میدنهد واقع شده‌است. کوکهام ۵٬۵۱۹ نفر جمعیت دارد.